# Antoine Rougé (rugby à XIII)
Pour les articles homonymes, voir Rougé (homonymie).
Pas d'image ? Cliquez ici

a Compétitions nationales et continentales officielles uniquement.

Antoine Rougé, né le 8 janvier 1952 à Limoux (Aude), est un joueur français de rugby à XIII dans les années 1970. Il occupe au cours de sa carrière le poste de pilier.
Il pratique le rugby à XIII au sein du club du R.C. Saint-Gaudens remportant au cours de sa carrière le Championnat de France en 1974 avec ses coéquipiers Roger Biffi, Serge Marsolan, Michel Molinier, René Zaccariotto et Victor Serrano.

## Biographie
Il est le grand oncle du joueur international français de rugby à XIII César Rougé.

## Palmarès
- Collectif :
  - Vainqueur du Championnat de France : 1974 (Saint-Gaudens).